# Djemaa Beni Habibi
Djemaa Beni Habibi è un comune dell'Algeria, situato nella provincia di Jijel.